# Jîtînți, Berdîciv
Jîtînți (în ucraineană Житинці) este un sat în comuna Bîstrîk din raionul Berdîciv, regiunea Jîtomîr, Ucraina.

## Demografie
Componența lingvistică a localității Jîtînți
     Ucraineană (100%)
Conform recensământului din 2001, toată populația localității Jîtînți era vorbitoare de ucraineană (100%).